# Henri Deluermoz

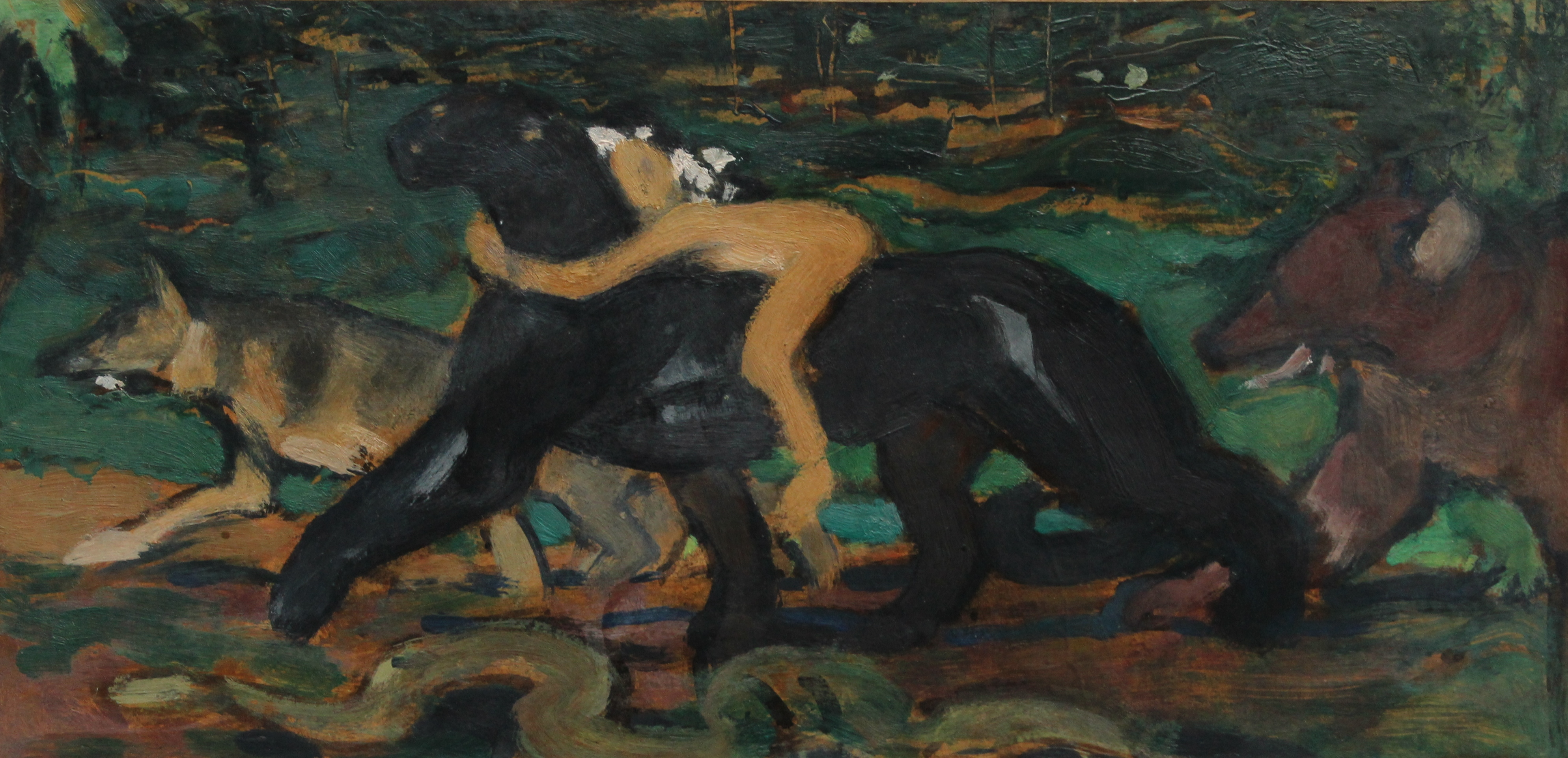
Toile d'Henri Deluermoz

Louis Henri Deluermoz, né à Paris 8e le 9 décembre 1876 et mort à Paris 9e le 3 novembre 1943, est un peintre et illustrateur français.

## Biographie
Élève de Gustave Moreau et de Alfred Roll, peintre de figures, d'animaux et de paysages, sociétaire et membre du Conseil de la Société nationale des beaux-arts, il expose dans de nombreuses galeries telles Reitlinger ou Le Goupy (1913, 1979, 1927). En 1929, il présente au Salon des artistes français deux dessins rehaussés ainsi que la toile Europe.
Ses œuvres figurent dans des collections particulières ainsi qu'au Musée du Luxembourg. 
Il illustra aussi des ouvrages de Rudyard Kipling, de Jules Renard, d'Henri de Montherlant ou encore d'André Maurois.
Il était le frère aîné des comédiennes Jeanne Delvair et Germaine Dermoz.

## Distinctions
- Chevalier de la Légion d'Honneur (décret du ministre de l'Éducation nationale du 9 juillet 1932). Parrain : le peintre André Dauchez[5].